# 盧拉 (喬治亞州)
盧拉（英語：Lula）是一個位於美国喬治亞州班克斯縣與霍爾縣的城市。

## 地理
盧拉的座標為34°23′23″N 83°39′51″W / 34.38972°N 83.66417°W，而該地的平均海拔高度為396米（即1299英尺）。

## 人口
根據2010年美國人口普查的數據，盧拉的面積為11.20平方千米，當中陸地面積為11.20平方千米，而水域面積為0.00平方千米。當地共有人口2758人，而人口密度為每平方千米246人。